# مردم خوشباور پنجاه‌وهفت
مثنویِ بیست‌ودوبیتی در بحرِ رمل که با مصراعِ «مردمِ خُوشباورِ پنجاه‌وهفت» آغاز می‌شود نخستین شعرِ منتشرشدهٔ بهرام بیضایی در همدلی با خیزشِ ۱۴۰۱ ایران است، سروده و منتشرشده در نیمه‌های همین سال. این شعر پس از انتشار با موسیقی هم اجرا و از ترانه‌های جنبشِ زن، زندگی، آزادی و نیز واکنش‌های علنیِ بیضایی به اتّفاقاتِ اجتماعیِ روز شد.

## متن
این شعر در روزهای آغازینِ «خیزشِ ۱۴۰۱ ایران» سروده و ۱۰ مهرِ این سال در وبسایتِ رادیو فردا با تصویرِ دستخطِّ شاعر منتشر شد.

## موضوع
شعر در حمایتِ اعتراضاتِ اواخرِ شهریور و اوایلِ مهرِ ۱۴۰۱ ایران به کشته شدنِ مهسا امینی است، با اشاراتی به انقلابِ ۱۳۵۷، روسری‌سوزان و غیره. در فرازش آمده:
| مادرِ ایران زِ جا برخاسته |  | کشورش را از دَدان پس‌خواسته! |

چند روز پیش از انتشارِ این شعر نیز بیضایی با گروهی در نامه‌ای خواستارِ حمایتِ سینماگرانِ دنیا از اعتراضات شده بود.

## نقد و نظر
سیّد جواد طباطبایی این شعر را «سخیف» ارزیابی کرد. به عقیدهٔ آوین نیکزاد این شعر از لحاظِ سبک «به اشعار اعتراضی و میهن‌پرستانهٔ دورهٔ مشروطیت بی‌نظر نیست.» کاوه کیان‌فر نیز آن را گواهِ آشکاریِ «هر چیزِ نهانی که در نهاد بود» و مؤیّدِ سررسیدنِ «روزگارِ وجدان» شناخت.

## اجرا
گزیده‌ای از این شعر، اندکی پس از انتشارِ متنش، در تلویزیونِ ایران اینترنشنال در ویدیو کلیپِ کوتاهی در بخشِ «سخن‌سرا: سخن از آزادی» دکلمه شد. گروهی ناشناس نیز گزیده‌ای از آن را با موسیقی اجرا و منتشر کرد. ناقدی این ترانه را «پرانگیزه و قدرتمند» وصف کرد.